# قلدر (آلبوم)
قلدر یا بولی (به زبان اصلی انگلیسی: Bully) یک آلبوم موسیقی از رپر آمریکایی کانیه وست است که به صورت آزمایشی (دمو) و تصویری منتشر شد. وعدۀ این آلبوم در سپتامبر ۲۰۲۴ داده شد و نسخه‌های متفاوتی از آن در مارس ۲۰۲۵ منتشر شدند. این آلبوم "مفهومی" توصیف شده است و هنرمندان دیگری مانند پلی‌بوی کارتی، تای دولا ساین و پسو پلوما در ساخت آن مشارکت داشته‌اند. 
فیلم کوتاه قلدر توسط هایپ ویلیامز کارگردانی شد و پسر کانیه وست، سنت، در این فیلم نقش ایفا می‌کند.

## سبک موسیقیایی
این آلبوم، همانند آلبوم‌های 808s & Heartbreaks یا فانتزی پیچیده تیره زیبای من، عمدتاً بر آوازخوانی‌های کانیه وست متکی‌ست تا رپ‌کردن او. حدود نیمی از آوازهای وست در نسخه‌های فعلی آلبوم، توسط هوش مصنوعی تولید شده‌اند؛ گرچه او وعدۀ ضبط دوباره و به‌روزرسانی آلبوم را داده است.

## حواشی
قلدر زمانی ضبط شد که کانیه وست به علت توییت‌های جنجالی، نفرت‌پراکنی، یهودستیزی، نازیسم و توهین‌های گاه‌وبی‌گاه به خانواده و دوستان و نزدیکان خود، پرحاشیه‌تر از همیشه شناخته می‌شد.
پرونده:BULLY Swastika.svg
در حالی که جلد فعلی آلبوم، تصویری از سنت (پسر کانیه وست و کیم کارداشیان) است؛ اما جلد دیگری هم برای آلبوم تهیه شده بود که تصویری از چلیپای شکستۀ نازی بود.